# 亜細亜大学短期大学部
亜細亜大学短期大学部（あじあだいがくたんきだいがくぶ、英語: Asia University Junior College）は、東京都武蔵野市境5-24-10に本部を置いていた日本の私立大学である。1950年に設置され、2017年に廃止された。

## 概観

### 大学全体
- 亜細亜大学短期大学部は、東京都武蔵野市内にある日本の私立短期大学。1950年に日本経済短期大学として設置された（福岡県にある日本経済大学（旧：第一経済大学）と名前が類似しているが無関係である）。経営母体は当初、学校法人猶興学園となっていたが、のち学校法人亜細亜学園となり現在に至る。亜細亜大学よりも先に設置されており、昼間部・夜間部にそれぞれ2つの学科をおいていたが、改変により昼間部1学科のみとなる[3]が、2013年度より学科の増設により2学科となる。2015年度で学生募集が最後となった。2017年に廃止となった。

### 建学の精神（校訓・理念・学是）
- 亜細亜大学短期大学部における建学の精神は「自助協力」となっている。

### 教育および研究
- 亜細亜大学短期大学部には経営科が設置されており、｢経営管理｣･｢企業会計｣・｢市場文化｣の各コースからなっている。

### 学風および特色
- 亜細亜大学短期大学部は大学に類似した学科が設置されている関係上、短大卒業後その大学へ編入学する学生が少なからずいた。
- 「実践的な能力と豊かな人間性を育む『人づくり教育』」がモットーとされていた。
- かつては男子学生の方が多いものとなっていたが、時代の流れとともに変化がみられ、女子学生の方が多いものとなっていた。

## 沿革
- 1941年 財団法人興亜協会が設立される。現在地に興亜専門学校が設置される。
- 1945年 日本経済専門学校と改称
- 1950年 学制改革に伴い日本経済短期大学（にほんけいざいたんきだいがく）に改組。以下の学科を置く。
  - 経営科第一部・第二部
  - 貿易科第一部・第二部
- 1951年 学校法人に改組し、法人名を猶興学園と改称。
- 1954年 日本経済短期大学附属中国留学生部を開設する。法人名を亜細亜学園と改称。
- 1955年 亜細亜大学商学部の新設により、日本経済短期大学経営科第1部、貿易科第1部・第2部をそれぞれ募集停止する[4]。
- 1957年 貿易科第1部・第2部をそれぞれ廃止。日本経済短期大学に経営科第1部を再開設。
- 1970年 亜細亜大学商学部を経営学部経営学科に改組。日本経済短期大学経営科第2部を廃止する。
- 1986年 経営科を専攻分離。
  - 経営管理専攻
  - 経営情報処理専攻
- 1993年 亜細亜大学短期大学部と改称。
- 2004年 専攻課程ごとの学生募集を停止[5]。
- 2013年 現代タウンビジネス学科を新設。経営科が経営学科に変更。
- 2015年 学生募集がこの年度で最後となった。
- 2017年 短期大学部が廃止。

## 基礎データ

### 所在地
- 東京都武蔵野市境5-24-10

### 交通アクセス
- JR中央本線武蔵境駅。

### 象徴
- 亜細亜大学短期大学部のカレッジマークは現在、大学との共同となっているが、日本経済短期大学におけるそれは「大学」の文字をデザイン化した印に「日圣」（日本経済短期大学の略である「日経」を簡略化したもの）の文字が記されたものとなっていた。

## 教育および研究

### 組織

#### 学科
- 経営科

##### 学科の変遷
- 経営科
  - 第一部→経営学科
    - 経営管理専攻[1]
    - 経営情報処理専攻[1]

  - 第二部[6]:1954年度末の在学者数は158人（うち女子3人）となっている[2]。
- 貿易科[2]：1955年度より亜細亜大学へ譲渡される。
  - 第一部[2]：1954年度末の在学者数は45人（うち女子4人）となっている[6]。
  - 第二部[2]：1954年度末の在学者数は34人（うち女子0人）となっている[6]。
- 現代タウンビジネス学科

#### 専攻科
- なし

#### 別科
- なし

##### 取得資格について
資格
- 司書：経営科にて

教職課程
- かつて、中学校教諭二種免許状（職業）が設置されていた[4]。当初は、経営科第一部・第二部、貿易科第一部・第二部ともに中学校教諭ほか高等学校教諭免許状（商業）の教職課程を併設[4]。

## 学生生活

### 部活動・クラブ活動・サークル活動
- 亜細亜大学短期大学部のクラブ活動：大学との混合であるため、体育系・文化系含めて数多くの団体組織がある。

### 学園祭
- 亜細亜大学短期大学部の学園祭は「アジア祭」と呼ばれ、大学と合同で行われている。

## 大学関係者と組織

### 大学関係者組織
- 亜細亜大学短期大学部の同窓会組織は「青々会」と呼ばれる。

### 大学関係者一覧

#### 大学関係者
- 太田耕造：初代学長
- 衞藤瀋吉

#### 出身者
- 坂下千里子：タレント
- 宮澤美保：女優、書家
- 藤井みほな：漫画家
- 加藤綾菜：タレント

## 施設

### キャンパス
- 短大独自のキャンパスはなく、全て大学と共同使用となっている。学内には、初代学長である太田耕造の胸像がある。

### 寮
- 亜細亜大学短期大学部には、亜細亜大学と同様「アジア国際ハウス清風」・「アジアハウス瑞穂」・「アジア国際ハウス萌和」と称した学生寮がある。

## 対外関係

### 他大学との協定

#### アメリカ
- ボイジー州立大学
- リムレック大学
- タスマニア大学

#### 日本
- 東京都私立短期大学協会コンソーシアム

### 関係校
学校法人五島育英会が設置している以下の大学とは同じ東急グループに所属しているという点で関係がある。
- 東京都市大学（旧武蔵工業大学）

### 系列校
- 亜細亜大学

## 卒業後の進路について

### 就職について
- 経営科
  - 第一部
    - 経営管理専攻：第一生命保険・日本電気・日産自動車・明治安田生命保険・三井住友銀行・三菱UFJ銀行・みずほコーポレート銀行・イトーヨーカ堂・三井住友銀行・りそな銀行・資生堂・三越・丸井・ダイキン工業・三菱UFJ信託銀行・大塚商会・オリンパス・伊勢丹・ワコール・日本マクドナルド・コニカミノルタホールディングス・東京トヨペット・ロッテ・キユーピー・丸広百貨店・武蔵野銀行・TBCグループ・アルフレッサ・八千代銀行・淀川製鋼所・みずほ情報総研・アプラス・埼玉縣信用金庫・住友不動産・国分・栗田工業・東京トヨタ自動車・パイオニア・イトーキ・三菱UFJニコス・ナルミヤ・インターナショナルほか
    - 経営情報処理専攻：松下電工・新宿プリンスホテル・三貴・共栄火災海上保険・ジャヴァグループ・山梨中央銀行・東京スター銀行・大和・東京都民銀行・日産プリンス東京販売・長野銀行・損保ジャパン情報サービスほか[7]

### 編入学･進学実績
- 亜細亜大学への編入学者が多いものとなっている。